# Чамба (княжество)

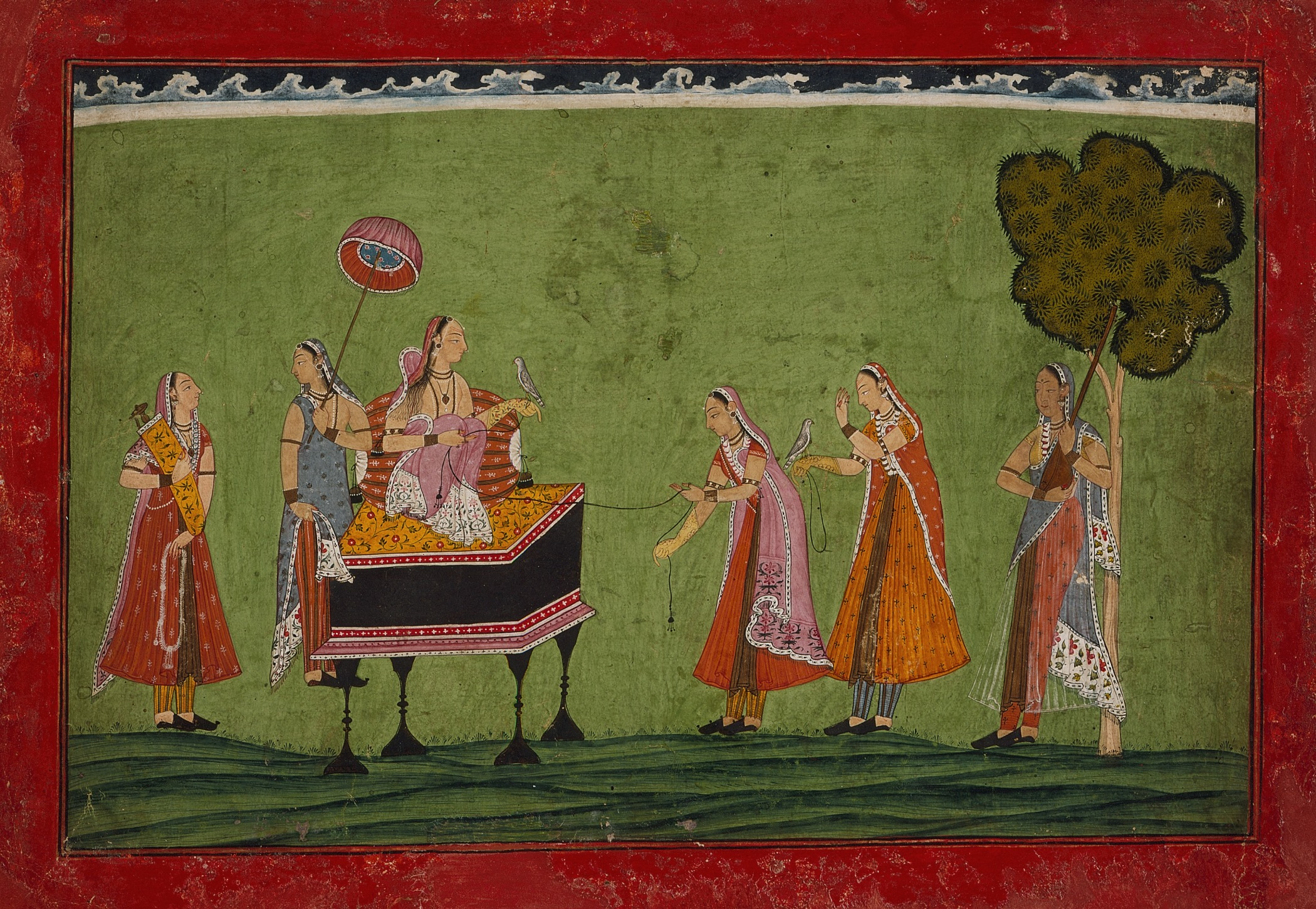
Принцесса из княжества Чамба в начале 18 века

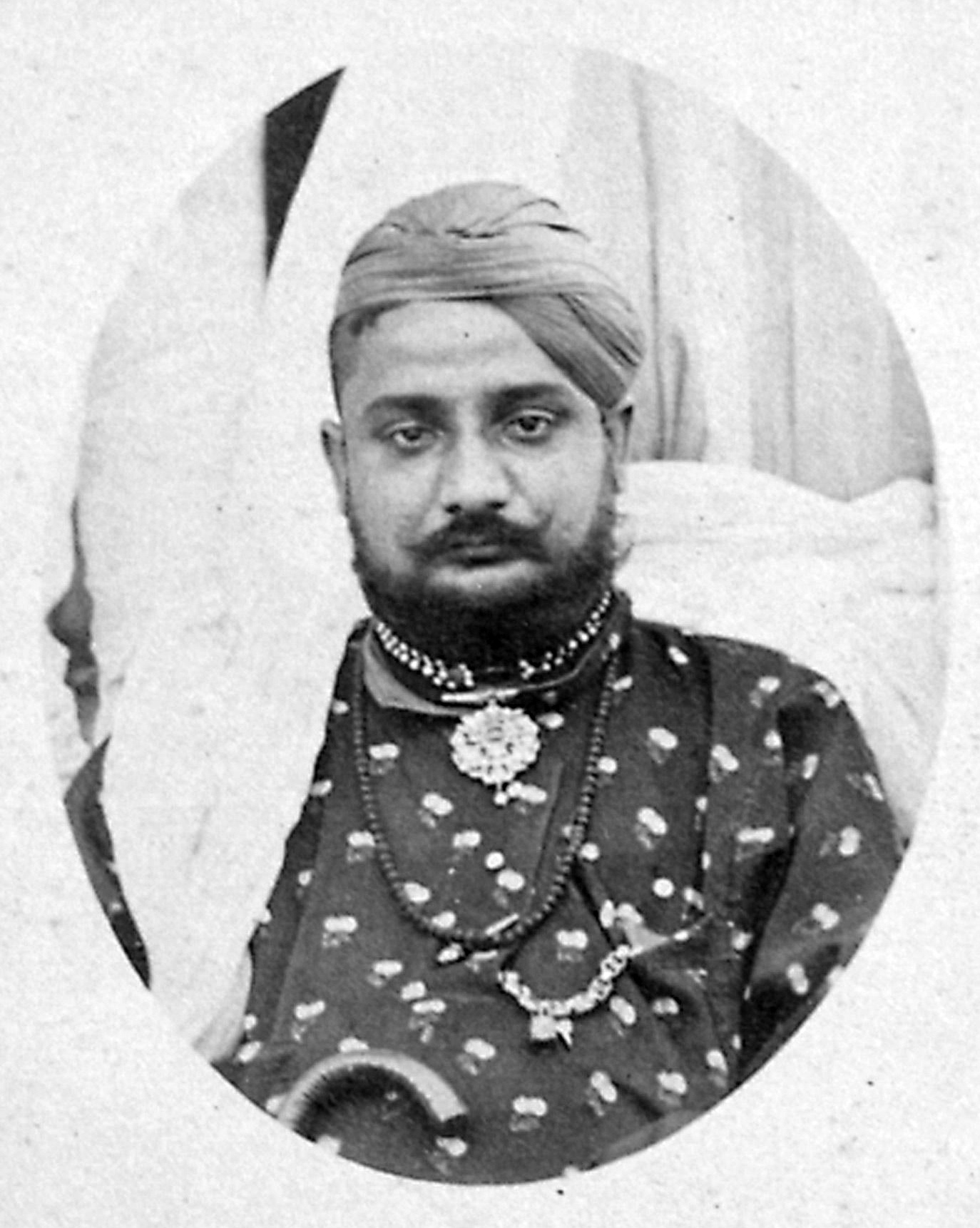
Гопал Сингх, раджа Чамбы (правил в 1870—1873)

Княжество Чамба — одно из старейших княжеских государств в Индии, основанное в конце VI века. С 1859 по 1947 год оно входило в состав Княжеств Пенджабских Холмов провинции Пенджаб Британской Индии. Его последний правитель подписал присоединение к Индийскому союзу 15 апреля 1948 года.

## География
Княжество Чамба расположена в недрах Гималайских гор, и ее границы находятся на северо-западе, западе и северо-востоке Кашмира; на востоке — Лахул; а на юго-востоке и юге — районы Кангра и Гурдаспур.
Через этот район протекает река Рави, и здесь было построено много гидроэлектростанций.

## История
Согласно традиции, государство было основано около 550 года нашей эры. В 900 году столица была перенесена в Чамбу. Правители государства Чамба покровительствовали художникам стиля живописи пахари. Между 1809 и 1846 годами Чамба была данником княжества Джамму и Кашмир. В 1821 году Чамба аннексировала княжество Бхадравах. 9 марта 1846 года княжество Чамба стало британским протекторатом.

## Правители княжества
Правители княжеского государства Чамба принадлежали к раджпутской династии Мушана.

### Раджи
- 1690—1720: Удай Сингх (? — 1720), старший сын и преемник Чхаттара Сингха, раджи Чамбы
- 1720—1735: Угар Сингх (? — 1735), сын Махипата Сингха, двоюродный брат предыдущего
- 1735—1748: Далел Сингх (? — ?), сын Рагхинатха Сингха
- 1748—1764: Умед Сингх (? — ?), старший сын Угара Сингха
- 1764—1793: Радж Сингх (1755 — 10 ноября 1793), единственный сын предыдущего
- 1793—1808: Джит Сингх (1775—1808), сын предыдущего
- 1808—1844: Чархат Сингх (1803—1844), старший сын предыдущего
- 1844—1870: Шри Сингх (6 апреля 1838 — 3 октября 1870), старший сын предыдущего
- 1870 — апрель 1873: Гопал Сингх (15 октября 1839 — март 1895), второй сын Чархата Сингха
- 17 апреля 1873 — 22 января 1904: Шам Сингх (8 июля 1866 — 10 июня 1905), старший сын предыдущего
- 22 января 1904 — 22 сентября 1919: Бхури Сингх (18 декабря 1869 — 22 сентября 1919), второй сын Гопала Сингха
- 22 сентября 1919 — 7 декабря 1935: Рам Сингх (10 октября 1890 — 7 декабря 1935), старший сын предыдущего
- 7 декабря 1935 — 15 августа 1947: Тикка Лакшман Сингх (8 декабря 1924 — 21 мая 1971)[6], старший сын предыдущего.

## Титулярные раджи
- 15 августа 1947 — 21 мая 1971: Тикка Лакшман Сингх (8 декабря 1924 — 21 мая 1971), старший сын Рама Сингха
- 21 мая 1971 — настоящее время: Прем Сингх (род. 21 апреля 1948), старший сын предыдущего.

Вероятным наследником княжеского титула является Сахил Варман Сингх (род. 24 июля 1989), единственный сын предыдущего.